# بالچووا
بالچووا (به ترکی استانبولی: Balçova) یک منطقهٔ مسکونی در ترکیه است که در استان ازمیر واقع شده‌است. بالچووا ۰−۴۳۲ متر بالاتر از سطح دریا واقع شده‌است.

## خواهرخوانده
شهرهای آشانو، باد ویندسهایم، Fojnica و Rio Municipal Unit خواهرخوانده‌های بالچووا هستند.